# رودلف تشونغ (صحفي)
رودلف تشونغ (بالألمانية: Rudolf Jung)‏ (و. 1907 – 1973 م) هو صحفي، ومترجم، وكاتب، وأستاذ جامعي ألماني، ولد في وستفاليا، توفي في برلين، عن عمر يناهز 66 عاماً.